# Szarajeuka
Szarajeuka (biał. Шараеўка; ros. Шараевка) – wieś na Białorusi, w obwodzie mohylewskim, w rejonie mohylewskim, w sielsowiecie Wiendaraż.